# Матч за звание чемпиона мира по шахматам 1921
Матч на первенство мира по шахматам между чемпионом мира Эмануилом Ласкером и претендентом на это звание Хосе Раулем Капабланкой проходил с 15 марта по 28 апреля 1921 года в Гаване.
Матч игрался на большинство из 24 партий.
Ласкер не имел достаточной игровой практики (с 1917 года сыграл лишь в одном небольшом турнире), на его здоровье плохо влиял климат Гаваны. Эти причины, как считается, послужили причиной его поражения. После 14-й партии при счёте 5:9 52-летний Ласкер отказался от дальнейшей борьбы и сдал матч, где ему ни разу не удалось одержать победу. 10 партий кончились вничью. Ласкер был чемпионом мира 27 лет. Новым, третьим, чемпионом стал 32-летний Капабланка, выиграв только 4 партии из 14.

## Таблица матча
| № | Участники             | 1 | 2 | 3 | 4 | 5 | 6 | 7 | 8 | 9 | 10 | 11 | 12 | 13 | 14 | Очки |
| - | --------------------- | - | - | - | - | - | - | - | - | - | -- | -- | -- | -- | -- | ---- |
| 1 | Хосе Рауль Капабланка | ½ | ½ | ½ | ½ | 1 | ½ | ½ | ½ | ½ | 1  | 1  | ½  | ½  | 1  | 9    |
| 2 | Эмануил Ласкер        | ½ | ½ | ½ | ½ | 0 | ½ | ½ | ½ | ½ | 0  | 0  | ½  | ½  | 0  | 5    |

## Примечательные партии

### Капабланка — Ласкер
|   | a | b | c | d | e | f | g | h |   |
| - | --- | --- | --- | --- | --- | --- | --- | --- | - |
| 8 | a7 чёрная пешка · b7 белый ферзь · e7 чёрный король · f7 чёрная пешка · b6 чёрная пешка · h5 белая ладья · d4 чёрный ферзь · b3 белая пешка · e3 чёрный конь · a2 белая пешка · g1 белый король | a7 чёрная пешка · b7 белый ферзь · e7 чёрный король · f7 чёрная пешка · b6 чёрная пешка · h5 белая ладья · d4 чёрный ферзь · b3 белая пешка · e3 чёрный конь · a2 белая пешка · g1 белый король | a7 чёрная пешка · b7 белый ферзь · e7 чёрный король · f7 чёрная пешка · b6 чёрная пешка · h5 белая ладья · d4 чёрный ферзь · b3 белая пешка · e3 чёрный конь · a2 белая пешка · g1 белый король | a7 чёрная пешка · b7 белый ферзь · e7 чёрный король · f7 чёрная пешка · b6 чёрная пешка · h5 белая ладья · d4 чёрный ферзь · b3 белая пешка · e3 чёрный конь · a2 белая пешка · g1 белый король | a7 чёрная пешка · b7 белый ферзь · e7 чёрный король · f7 чёрная пешка · b6 чёрная пешка · h5 белая ладья · d4 чёрный ферзь · b3 белая пешка · e3 чёрный конь · a2 белая пешка · g1 белый король | a7 чёрная пешка · b7 белый ферзь · e7 чёрный король · f7 чёрная пешка · b6 чёрная пешка · h5 белая ладья · d4 чёрный ферзь · b3 белая пешка · e3 чёрный конь · a2 белая пешка · g1 белый король | a7 чёрная пешка · b7 белый ферзь · e7 чёрный король · f7 чёрная пешка · b6 чёрная пешка · h5 белая ладья · d4 чёрный ферзь · b3 белая пешка · e3 чёрный конь · a2 белая пешка · g1 белый король | a7 чёрная пешка · b7 белый ферзь · e7 чёрный король · f7 чёрная пешка · b6 чёрная пешка · h5 белая ладья · d4 чёрный ферзь · b3 белая пешка · e3 чёрный конь · a2 белая пешка · g1 белый король | 8 |
| 7 | a7 чёрная пешка · b7 белый ферзь · e7 чёрный король · f7 чёрная пешка · b6 чёрная пешка · h5 белая ладья · d4 чёрный ферзь · b3 белая пешка · e3 чёрный конь · a2 белая пешка · g1 белый король | a7 чёрная пешка · b7 белый ферзь · e7 чёрный король · f7 чёрная пешка · b6 чёрная пешка · h5 белая ладья · d4 чёрный ферзь · b3 белая пешка · e3 чёрный конь · a2 белая пешка · g1 белый король | a7 чёрная пешка · b7 белый ферзь · e7 чёрный король · f7 чёрная пешка · b6 чёрная пешка · h5 белая ладья · d4 чёрный ферзь · b3 белая пешка · e3 чёрный конь · a2 белая пешка · g1 белый король | a7 чёрная пешка · b7 белый ферзь · e7 чёрный король · f7 чёрная пешка · b6 чёрная пешка · h5 белая ладья · d4 чёрный ферзь · b3 белая пешка · e3 чёрный конь · a2 белая пешка · g1 белый король | a7 чёрная пешка · b7 белый ферзь · e7 чёрный король · f7 чёрная пешка · b6 чёрная пешка · h5 белая ладья · d4 чёрный ферзь · b3 белая пешка · e3 чёрный конь · a2 белая пешка · g1 белый король | a7 чёрная пешка · b7 белый ферзь · e7 чёрный король · f7 чёрная пешка · b6 чёрная пешка · h5 белая ладья · d4 чёрный ферзь · b3 белая пешка · e3 чёрный конь · a2 белая пешка · g1 белый король | a7 чёрная пешка · b7 белый ферзь · e7 чёрный король · f7 чёрная пешка · b6 чёрная пешка · h5 белая ладья · d4 чёрный ферзь · b3 белая пешка · e3 чёрный конь · a2 белая пешка · g1 белый король | a7 чёрная пешка · b7 белый ферзь · e7 чёрный король · f7 чёрная пешка · b6 чёрная пешка · h5 белая ладья · d4 чёрный ферзь · b3 белая пешка · e3 чёрный конь · a2 белая пешка · g1 белый король | 7 |
| 6 | a7 чёрная пешка · b7 белый ферзь · e7 чёрный король · f7 чёрная пешка · b6 чёрная пешка · h5 белая ладья · d4 чёрный ферзь · b3 белая пешка · e3 чёрный конь · a2 белая пешка · g1 белый король | a7 чёрная пешка · b7 белый ферзь · e7 чёрный король · f7 чёрная пешка · b6 чёрная пешка · h5 белая ладья · d4 чёрный ферзь · b3 белая пешка · e3 чёрный конь · a2 белая пешка · g1 белый король | a7 чёрная пешка · b7 белый ферзь · e7 чёрный король · f7 чёрная пешка · b6 чёрная пешка · h5 белая ладья · d4 чёрный ферзь · b3 белая пешка · e3 чёрный конь · a2 белая пешка · g1 белый король | a7 чёрная пешка · b7 белый ферзь · e7 чёрный король · f7 чёрная пешка · b6 чёрная пешка · h5 белая ладья · d4 чёрный ферзь · b3 белая пешка · e3 чёрный конь · a2 белая пешка · g1 белый король | a7 чёрная пешка · b7 белый ферзь · e7 чёрный король · f7 чёрная пешка · b6 чёрная пешка · h5 белая ладья · d4 чёрный ферзь · b3 белая пешка · e3 чёрный конь · a2 белая пешка · g1 белый король | a7 чёрная пешка · b7 белый ферзь · e7 чёрный король · f7 чёрная пешка · b6 чёрная пешка · h5 белая ладья · d4 чёрный ферзь · b3 белая пешка · e3 чёрный конь · a2 белая пешка · g1 белый король | a7 чёрная пешка · b7 белый ферзь · e7 чёрный король · f7 чёрная пешка · b6 чёрная пешка · h5 белая ладья · d4 чёрный ферзь · b3 белая пешка · e3 чёрный конь · a2 белая пешка · g1 белый король | a7 чёрная пешка · b7 белый ферзь · e7 чёрный король · f7 чёрная пешка · b6 чёрная пешка · h5 белая ладья · d4 чёрный ферзь · b3 белая пешка · e3 чёрный конь · a2 белая пешка · g1 белый король | 6 |
| 5 | a7 чёрная пешка · b7 белый ферзь · e7 чёрный король · f7 чёрная пешка · b6 чёрная пешка · h5 белая ладья · d4 чёрный ферзь · b3 белая пешка · e3 чёрный конь · a2 белая пешка · g1 белый король | a7 чёрная пешка · b7 белый ферзь · e7 чёрный король · f7 чёрная пешка · b6 чёрная пешка · h5 белая ладья · d4 чёрный ферзь · b3 белая пешка · e3 чёрный конь · a2 белая пешка · g1 белый король | a7 чёрная пешка · b7 белый ферзь · e7 чёрный король · f7 чёрная пешка · b6 чёрная пешка · h5 белая ладья · d4 чёрный ферзь · b3 белая пешка · e3 чёрный конь · a2 белая пешка · g1 белый король | a7 чёрная пешка · b7 белый ферзь · e7 чёрный король · f7 чёрная пешка · b6 чёрная пешка · h5 белая ладья · d4 чёрный ферзь · b3 белая пешка · e3 чёрный конь · a2 белая пешка · g1 белый король | a7 чёрная пешка · b7 белый ферзь · e7 чёрный король · f7 чёрная пешка · b6 чёрная пешка · h5 белая ладья · d4 чёрный ферзь · b3 белая пешка · e3 чёрный конь · a2 белая пешка · g1 белый король | a7 чёрная пешка · b7 белый ферзь · e7 чёрный король · f7 чёрная пешка · b6 чёрная пешка · h5 белая ладья · d4 чёрный ферзь · b3 белая пешка · e3 чёрный конь · a2 белая пешка · g1 белый король | a7 чёрная пешка · b7 белый ферзь · e7 чёрный король · f7 чёрная пешка · b6 чёрная пешка · h5 белая ладья · d4 чёрный ферзь · b3 белая пешка · e3 чёрный конь · a2 белая пешка · g1 белый король | a7 чёрная пешка · b7 белый ферзь · e7 чёрный король · f7 чёрная пешка · b6 чёрная пешка · h5 белая ладья · d4 чёрный ферзь · b3 белая пешка · e3 чёрный конь · a2 белая пешка · g1 белый король | 5 |
| 4 | a7 чёрная пешка · b7 белый ферзь · e7 чёрный король · f7 чёрная пешка · b6 чёрная пешка · h5 белая ладья · d4 чёрный ферзь · b3 белая пешка · e3 чёрный конь · a2 белая пешка · g1 белый король | a7 чёрная пешка · b7 белый ферзь · e7 чёрный король · f7 чёрная пешка · b6 чёрная пешка · h5 белая ладья · d4 чёрный ферзь · b3 белая пешка · e3 чёрный конь · a2 белая пешка · g1 белый король | a7 чёрная пешка · b7 белый ферзь · e7 чёрный король · f7 чёрная пешка · b6 чёрная пешка · h5 белая ладья · d4 чёрный ферзь · b3 белая пешка · e3 чёрный конь · a2 белая пешка · g1 белый король | a7 чёрная пешка · b7 белый ферзь · e7 чёрный король · f7 чёрная пешка · b6 чёрная пешка · h5 белая ладья · d4 чёрный ферзь · b3 белая пешка · e3 чёрный конь · a2 белая пешка · g1 белый король | a7 чёрная пешка · b7 белый ферзь · e7 чёрный король · f7 чёрная пешка · b6 чёрная пешка · h5 белая ладья · d4 чёрный ферзь · b3 белая пешка · e3 чёрный конь · a2 белая пешка · g1 белый король | a7 чёрная пешка · b7 белый ферзь · e7 чёрный король · f7 чёрная пешка · b6 чёрная пешка · h5 белая ладья · d4 чёрный ферзь · b3 белая пешка · e3 чёрный конь · a2 белая пешка · g1 белый король | a7 чёрная пешка · b7 белый ферзь · e7 чёрный король · f7 чёрная пешка · b6 чёрная пешка · h5 белая ладья · d4 чёрный ферзь · b3 белая пешка · e3 чёрный конь · a2 белая пешка · g1 белый король | a7 чёрная пешка · b7 белый ферзь · e7 чёрный король · f7 чёрная пешка · b6 чёрная пешка · h5 белая ладья · d4 чёрный ферзь · b3 белая пешка · e3 чёрный конь · a2 белая пешка · g1 белый король | 4 |
| 3 | a7 чёрная пешка · b7 белый ферзь · e7 чёрный король · f7 чёрная пешка · b6 чёрная пешка · h5 белая ладья · d4 чёрный ферзь · b3 белая пешка · e3 чёрный конь · a2 белая пешка · g1 белый король | a7 чёрная пешка · b7 белый ферзь · e7 чёрный король · f7 чёрная пешка · b6 чёрная пешка · h5 белая ладья · d4 чёрный ферзь · b3 белая пешка · e3 чёрный конь · a2 белая пешка · g1 белый король | a7 чёрная пешка · b7 белый ферзь · e7 чёрный король · f7 чёрная пешка · b6 чёрная пешка · h5 белая ладья · d4 чёрный ферзь · b3 белая пешка · e3 чёрный конь · a2 белая пешка · g1 белый король | a7 чёрная пешка · b7 белый ферзь · e7 чёрный король · f7 чёрная пешка · b6 чёрная пешка · h5 белая ладья · d4 чёрный ферзь · b3 белая пешка · e3 чёрный конь · a2 белая пешка · g1 белый король | a7 чёрная пешка · b7 белый ферзь · e7 чёрный король · f7 чёрная пешка · b6 чёрная пешка · h5 белая ладья · d4 чёрный ферзь · b3 белая пешка · e3 чёрный конь · a2 белая пешка · g1 белый король | a7 чёрная пешка · b7 белый ферзь · e7 чёрный король · f7 чёрная пешка · b6 чёрная пешка · h5 белая ладья · d4 чёрный ферзь · b3 белая пешка · e3 чёрный конь · a2 белая пешка · g1 белый король | a7 чёрная пешка · b7 белый ферзь · e7 чёрный король · f7 чёрная пешка · b6 чёрная пешка · h5 белая ладья · d4 чёрный ферзь · b3 белая пешка · e3 чёрный конь · a2 белая пешка · g1 белый король | a7 чёрная пешка · b7 белый ферзь · e7 чёрный король · f7 чёрная пешка · b6 чёрная пешка · h5 белая ладья · d4 чёрный ферзь · b3 белая пешка · e3 чёрный конь · a2 белая пешка · g1 белый король | 3 |
| 2 | a7 чёрная пешка · b7 белый ферзь · e7 чёрный король · f7 чёрная пешка · b6 чёрная пешка · h5 белая ладья · d4 чёрный ферзь · b3 белая пешка · e3 чёрный конь · a2 белая пешка · g1 белый король | a7 чёрная пешка · b7 белый ферзь · e7 чёрный король · f7 чёрная пешка · b6 чёрная пешка · h5 белая ладья · d4 чёрный ферзь · b3 белая пешка · e3 чёрный конь · a2 белая пешка · g1 белый король | a7 чёрная пешка · b7 белый ферзь · e7 чёрный король · f7 чёрная пешка · b6 чёрная пешка · h5 белая ладья · d4 чёрный ферзь · b3 белая пешка · e3 чёрный конь · a2 белая пешка · g1 белый король | a7 чёрная пешка · b7 белый ферзь · e7 чёрный король · f7 чёрная пешка · b6 чёрная пешка · h5 белая ладья · d4 чёрный ферзь · b3 белая пешка · e3 чёрный конь · a2 белая пешка · g1 белый король | a7 чёрная пешка · b7 белый ферзь · e7 чёрный король · f7 чёрная пешка · b6 чёрная пешка · h5 белая ладья · d4 чёрный ферзь · b3 белая пешка · e3 чёрный конь · a2 белая пешка · g1 белый король | a7 чёрная пешка · b7 белый ферзь · e7 чёрный король · f7 чёрная пешка · b6 чёрная пешка · h5 белая ладья · d4 чёрный ферзь · b3 белая пешка · e3 чёрный конь · a2 белая пешка · g1 белый король | a7 чёрная пешка · b7 белый ферзь · e7 чёрный король · f7 чёрная пешка · b6 чёрная пешка · h5 белая ладья · d4 чёрный ферзь · b3 белая пешка · e3 чёрный конь · a2 белая пешка · g1 белый король | a7 чёрная пешка · b7 белый ферзь · e7 чёрный король · f7 чёрная пешка · b6 чёрная пешка · h5 белая ладья · d4 чёрный ферзь · b3 белая пешка · e3 чёрный конь · a2 белая пешка · g1 белый король | 2 |
| 1 | a7 чёрная пешка · b7 белый ферзь · e7 чёрный король · f7 чёрная пешка · b6 чёрная пешка · h5 белая ладья · d4 чёрный ферзь · b3 белая пешка · e3 чёрный конь · a2 белая пешка · g1 белый король | a7 чёрная пешка · b7 белый ферзь · e7 чёрный король · f7 чёрная пешка · b6 чёрная пешка · h5 белая ладья · d4 чёрный ферзь · b3 белая пешка · e3 чёрный конь · a2 белая пешка · g1 белый король | a7 чёрная пешка · b7 белый ферзь · e7 чёрный король · f7 чёрная пешка · b6 чёрная пешка · h5 белая ладья · d4 чёрный ферзь · b3 белая пешка · e3 чёрный конь · a2 белая пешка · g1 белый король | a7 чёрная пешка · b7 белый ферзь · e7 чёрный король · f7 чёрная пешка · b6 чёрная пешка · h5 белая ладья · d4 чёрный ферзь · b3 белая пешка · e3 чёрный конь · a2 белая пешка · g1 белый король | a7 чёрная пешка · b7 белый ферзь · e7 чёрный король · f7 чёрная пешка · b6 чёрная пешка · h5 белая ладья · d4 чёрный ферзь · b3 белая пешка · e3 чёрный конь · a2 белая пешка · g1 белый король | a7 чёрная пешка · b7 белый ферзь · e7 чёрный король · f7 чёрная пешка · b6 чёрная пешка · h5 белая ладья · d4 чёрный ферзь · b3 белая пешка · e3 чёрный конь · a2 белая пешка · g1 белый король | a7 чёрная пешка · b7 белый ферзь · e7 чёрный король · f7 чёрная пешка · b6 чёрная пешка · h5 белая ладья · d4 чёрный ферзь · b3 белая пешка · e3 чёрный конь · a2 белая пешка · g1 белый король | a7 чёрная пешка · b7 белый ферзь · e7 чёрный король · f7 чёрная пешка · b6 чёрная пешка · h5 белая ладья · d4 чёрный ферзь · b3 белая пешка · e3 чёрный конь · a2 белая пешка · g1 белый король | 1 |
|   | a | b | c | d | e | f | g | h |   |

1. d4 d5 2. Кf3 Кf6 3. c4 e6 4. Сg5 Кbd7 5. e3 Be7 6. Кc3 O-O 7. Лc1 b6 8. cd ed 9. Фa4 c5 10. Фc6 Лb8 11. К:d5 Сb7 12. К:e7+ Ф:e7 13. Фa4 Лbc8 14. Фa3 Фe6 15. С:f6 Ф:f6 16. Сa6 С:f3 17. С:c8 Л:c8 18. gf Ф:f3 19. Лg1 Лe8 20. Фd3 g6 21. Крf1 Лe4 22. Фd1 Фh3+ 23. Лg2 Кf6 24. Крg1 cd 25. Лc4 de 26. Л:e4 К:e4 27. Фd8+ Крg7 28. Фd4+ Кf6 29. fe Фe6 30. Лf2 g5 31. h4 gh 32. Ф:h4 Кg4 33. Фg5+ Крf8 34. Лf5 h5 35. Фd8+ Крg7 36. Фg5+ Крf8 37. Фd8+ Крg7 38. Фg5+ Крf8 39. b3 Фd6 40. Фf4 Фd1+ 41. Фf1 Фd7 42. Л:h5 К:e3 43. Фf3 Фd4 44. Фa8+ Крe7 45. Фb7+ (см. диаграмму)
45 …Крf8?? 46. Фb8+, 1 : 0